# Аз-Зубайр ибн аль-Аввам
Абу́ ‘Абдулла́х аз-Зуба́йр ибн аль-‘Авва́м аль-Кураши (араб. الزبير بن العوام‎; 594, Мекка, совр. Саудовская Аравия — 656, Басра, совр. Ирак) — двоюродный брат пророка Мухаммеда (сын тети пророка Сафии) и халифа Али, а также племянник Хадиджи.

## Биография
Его полное имя Абу ‘Абдуллах аз-Зубайр ибн аль-‘Аввам ибн Хувайлид ибн Асад ибн ‘Абд аль-‘Узза ибн Кусай аль-Кураши. Родился в 594 году в Мекке. Был одним из ближайших сподвижников и одним из шести советников пророка Мухаммеда. Он так же был одним из тех десяти, которым было обещано при жизни, что они будут в раю (ашара аль-мубашшира). Совершил хиджру сначала в Эфиопию, а затем в Медину.
Участвовал во многих битвах, а во время завоевания Мекки находился слева от пророка Мухаммеда.
Входил в число шестерых выборщиков, назначенных умирающим Умаром ибн аль-Хаттабом для избрания нового халифа. Был претендентом на избрание наряду с Саадом ибн Абу Ваккасом, Али и избранным в итоге Усманом ибн Аффан.
Во время «Верблюжьей битвы» он был во главе войска, выступившего против праведного халифа Али ибн Абу Талиба. Аз-Зубайр ибн аль-Аввам погиб от рук Амра ибн Джармуза в местности Вади ас-Сиба недалеко от Басры.
Имел сыновей: Урву и Абдуллаха. Его внуком был Хишам ибн Урва.